# Maraîchine
Die Maraîchine stammt ursprünglich aus der Vendée, ist aber heute als typisch bretonischer Tanz bekannt. Ungewöhnlich für einen bretonischen Tanz ist der Partnerwechsel, so dass in einigen Orten eine Form ohne Partnerwechsel üblich ist.
Zusätzlich findet keine Bewegung in Kreisrichtung statt. Die Tänzer bewegen sich radial: In die Kreismitte bzw. nach außen.

## Ausgangsstellung
Die Tänzer stehen im Kreistanz und fassen sich durch. Die Tänzer müssen sich paarweise aufstellen und in einem Paar gibt es leichte Unterschiede. Traditionell wurden die Positionen durch Männer und Frauen besetzt und dementsprechend als Männer- bzw. Frauenposition bezeichnet. Moderner ist die Unterscheidung in Führende und Folgende. Die führende Person steht links von der folgenden Person.
Anfangs sind die Arme in Tiefhalte: Arme werden locker nach unten gehalten.
Üblich ist, dass die Maraîchine nach außen beginnt. Dann müssen die Tänzer einen engen Kreis bilden. Dies und auch, ob Paarwechsel stattfinden sollen oder nicht, muss im Vorfeld im Kreis abgesprochen werden.

## Grundschritt
Die Maraîchine besteht aus einem Grundschritt im Kreis und einer paarweisen Figur.
Die Schrittfolge ist durchgehend gleich:
1. Linker Fuß in Bewegungsrichtung
  1. Rechter Fuß in Bewegungsrichtung
2. Linker Fuß in Bewegungsrichtung
3. Rechter Fuß in Bewegungsrichtung
4. auf rechtem Fuß Wippen nach oben

Die Schrittfolge ähnelt dem Hanter-dro, ist aber energischer. Die Hände schwingen hierzu kraftvoll mit kleiner Amplitude. Im Kreis wird diese Schrittfolge abwechselnd aus dem Kreis heraus und wieder reingetanzt. Jeweils 4 Mal wird der Grundschritt im Kreis und die Figur getanzt.

## Figur
Die Figur wird paarweise mit dem gleichen Schritt durchgeführt. Das Paar findet sich zusammen in einer modifizierten Rundtanzfassung: Die rechte Hand wird in die linke Hand des Partners gelegt. Die linke Hand (mit der rechten Hand des Partners) wird an die linke Hüfte so gelegt, dass die eigene Hand an der Hüfte ist und die Hand des Partners umschließt.
In der Rundfassung dreht sich das Paar mit 4 Grundschritten am Platz im Uhrzeigersinn.

### Figur ohne Partnerwechsel
Wird kein Partnerwechsel durchgeführt, nimmt die führende Person seinen Partner (folgende Person) an der rechten Seite und nach den 4 Figurschritten öffnet sich das Paar wieder in der gleichen Orientierung (führende Person links, folgende Person rechts) und schließt mit den übrigen Paaren wieder den Kreis.

### Figur mit Partnerwechsel
Mit Paarwechsel nimmt die führende Person seinen Kontrapartner (folgende Person zur linken Seite) und dreht mit 4 Grundschritten im Uhrzeigersinn. Im 4. Grundschritt öffnet sich das Paar und die führende Person führt die folgende Person auf seine rechte Seite und der Kreis wird geschlossen. Die folgende Person wechselt in der Figur eine Position weiter gegen den Uhrzeigersinn.